# Esperanza del corazón
Esperanza del corazón es una telenovela juvenil mexicana producida por Luis de Llano Macedo para Televisa en 2011 y transmitida por el Canal de las Estrellas. Se estrenó por el Canal de las Estrellas el 18 de julio de 2011 en sustitución de Rafaela, y finalizó el 3 de febrero de 2012 siendo reemplazado por  Un refugio para el amor.
Protagonizada por Bianca Marroquín, Agustín Arana y Patricio Borghetti; y con las participaciones antagónicas de la primera actriz Lucía Méndez, Lisardo Guarinos y Fernanda Arozqueta. Cuenta además con las actuaciones estelares de Marisol del Olmo, Thelma Madrigal y Mane de la Parra.

## Sinopsis
La historia se centra en Ángela Landa (Bianca Marroquín), que con ayuda de su hija Lisa (Thelma Madrigal), lucha por salir adelante en los contratiempos que la vida le plantea. Debido a la muerte de Franco Duprís (Agustín Arana), su marido, Ángela sufre el maltrato de Lucrecia Duprís (Lucía Méndez), su suegra, que le retira toda la protección y el apoyo, hasta correrla de su casa y dejarla sin la herencia de su esposo con ayuda de Aldo Cabral (Lisardo), quien está obsesionado con Ángela, a pesar de estar casado con Lorenza Duprís (Marisol Del Olmo) y sostener un romance con Camila Moreno (Tania Vázquez), la esposa de Mariano Duarte (Patricio Borghetti), quien está enamorado de Ángela y trata de enamorarla.
Después de un tiempo, Ángela decide darse una oportunidad con Mariano, pero es ahí cuando se entera de que Franco no estaba muerto, lo que cambiará las cosas para ella. Pero como toda una heroína, jamás dejará de ser positiva y entusiasta, ante la adversidad responderá con dignidad y con gran espíritu.

## Elenco
- Bianca Marroquín como Ángela Landa de Duprís.
- Agustín Arana como Franco Duprís Dávila.
- Patricio Borghetti como Mariano Duarte.
- Lucía Méndez como Lucrecia Dávila vda. de Duprís.
- Lisardo Guarinos como Aldo Cabral.
- Marisol del Olmo como Lorenza Duprís Dávila de Cabral.
- Tania Vázquez como Camila Moreno.
- Mane de la Parra como Alexis Duarte Moreno.
- Thelma Madrigal como Lisa Duprís Landa / Mónica.
- Carmen Aub como Krista Cabral Duprís.
- Fernando Allende como Orlando Duarte.
- Yessica Salazar como Regina Ferreira.
- Alejandra Ávalos como Gladys Guzmán.
- Juan Carlos Barreto como Silvestre Figueroa.
- Julissa como Greta Lascuráin Rivadeneyra.
- Ilithya Manzanilla como Cassandra Lopéz Cerdán.
- Manola Diez como Paulina de la Riva.
- Emmanuel Orenday como Brandon Antonio Figueroa Guzmán.
- Mariana Botas como Britanny "Britney" Figueroa Guzmán.
- Samadhi Zendejas como Abril Figueroa Duprís.
- Alejandro Speitzer como Diego Duprís Landa.
- Sofía Castro como Eglantina.
- Marco de Paula como Leonardo.
- Gabriela Zamora como Rubí.
- Sandra Echeverria como Ella misma.
- Lilia Aragón como "La Tocha".
- Karyme Hernández como Alma "Almita" Duprís Landa.
- Michelle Rodríguez como Adriana.
- Gloria Aura como Thalía.
- Fernanda Arozqueta como Alejandra.
- Laureano Brizuela como Laureano.
- Carlos Speitzer como Salvador Sánchez "Picochulo".
- Jesús Zavala como Hugo Martínez "Wampi".
- Bárbara Torres como Bobbie.
- Rodrigo Llamas como "Muñe".
- Sandra Saldarriaga como Silvana.
- Gabriela Platas como Linda.
- Palmira Loché como Macarena.
- Juan Carlos Colombo como Orvañanos.
- Santiago Torres (actor) como Billy Duarte Moreno.
- Sussan Taunton como Madre de Eglantina.
- Jaiver como Cristopher.
- Laura Bozzo como ella misma.[4]

## Premios y nominaciones

### Premios TVyNovelas 2012
| Categoría                  | Nominado(a)        | Resultado |
| -------------------------- | ------------------ | --------- |
| Mejor primera actriz       | Lucía Méndez       | Nominada  |
| Mejor primer actor         | Fernando Allende   | Nominado  |
| Mejor actor antagónico     | Lisardo            | Nominado  |
| Mejor actriz coestelar     | Marisol del Olmo   | Ganadora  |
| Mejor actriz juvenil       | Thelma Madrigal    | Nominada  |
| Mejor actor juvenil        | Alejandro Speitzer | Nominado  |
| Mejor revelación femenina  | Carmen Aub         | Nominada  |
| Mejor revelación masculina | Mané de la Parra   | Nominado  |

### TV Adicto Golden Awards
| Año  | Categoría              | Nominada'    | Resultado |
| ---- | ---------------------- | ------------ | --------- |
| 2012 | Mejor retorno femenino | Lucía Méndez | Ganadora  |

## Versiones
Esperanza del corazón es una fusión entre Confidente de secundaria y Agujetas de color de rosa, producciones de Luis de Llano Macedo en la década de los 90.